# Feliks Mostowicz
Feliks Mostowicz (ur. 26 marca 1947 w Biełojarce, zm. 2020) – artysta plastyk.

## Życiorys

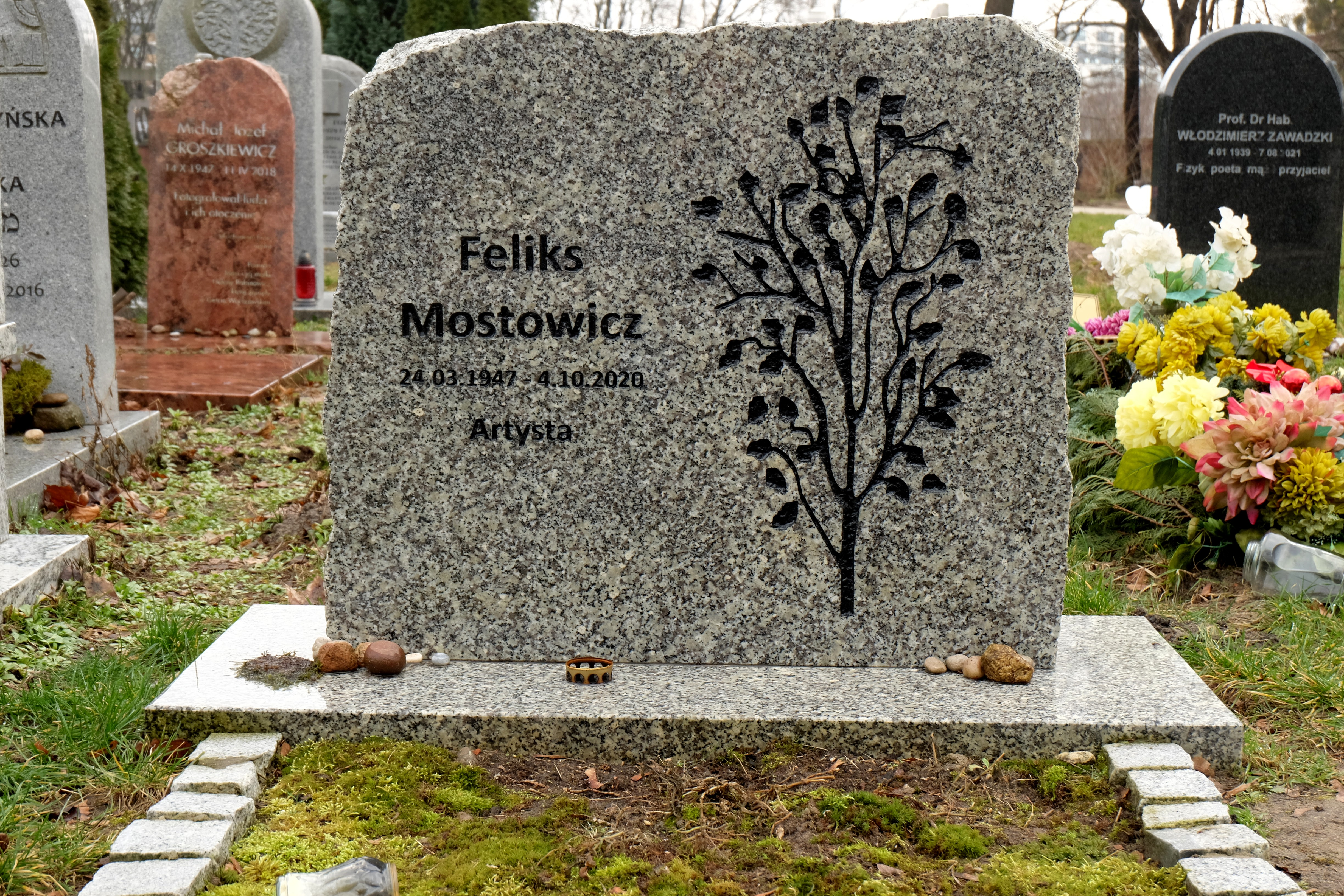
Grób Feliksa Mostowicza na Cmentarzu Żydowskim przy ul. Okopowej w Warszawie

Studia plastyczne ukończył w Omsku. Od 1971 roku należał do Związku Artystów Plastyków Związku Radzieckiego. Tworzy obrazy olejne, akwarelę i grafikę. Jego prace były prezentowane na licznych wystawach własnych i zbiorowych, m.in. w Astanie, Moskwie, Ałma Acie, Weimarze, Warszawie, Poznaniu.
W 2005 roku przekazał duży zbiór prac dotyczących tematyki wysiedleń w latach 30. w ZSRR do Muzeum Niepodległości w Warszawie. Jego twórczość można także obejrzeć w warszawskiej Cytadeli, zamku w Pułtusku, uniwersytecie w Lublinie. Znajduje się w wielu kolekcjach prywatnych, m.in. w Polsce, Wielkiej Brytanii, USA, Rosji, Zjednoczonych Emiratach Arabskich. Mostowicz współpracował również jako karykaturzysta z warszawskimi gazetami lokalnymi.
W 2002 roku został uhonorowany nagrodą Kawalera Orderu Polonia Mater Nostra Est za szczególne zasługi dla narodu i państwa polskiego w dziedzinie historii i kultury.